# Народознавчі зошити
«Народознавчі Зошити» — двомісячник Інституту народознавства НАН України, наукове періодичне видання, що виходить з січня 1995 року у м. Львові.

## Вміст
Журнал висвітлює різні аспекти етнології, фольклористики, мистецтвознавства, культурології, лінгвістики, літературознавства, етнопсихології, історії, археології, соціології та інших суспільно-гуманітарних дисциплін.
За роки існування журналу вийшла друком низка спеціальних і тематичних випусків «Народознавчих Зошитів», зокрема «10 років Чорнобильської трагедії» (1996), «Актуальні питання мистецтвознавства», «Архітектура та архітектурознавство».
Видавалися також окремі числа журналу до ювілеїв видатних учених-співробітників Інституту народознавства НАН України — Ю. Гошка, М. Станкевича, Р. Захарчук-Чугай, Р. Кирчіва, Г. Дем'яна, В. Овсійчука та класиків вітчизняної науки В. Сас-Залозецького, Р. Гарасимчука.